# 渡辺方綱
渡辺 方綱（わたなべ まさつな）は、江戸時代前期の大名。武蔵国野本藩の第2代藩主。伯太藩渡辺家2代。

## 略歴
寛永17年（1640年）、のちに初代野本藩主となる旗本渡辺吉綱の三男として誕生。
万治2年（1659年）、従五位下・越中守に叙位・任官する。兄の近綱・利綱が相次いで早世したために世子となり、寛文8年（1668年）の父の死去により家督を継いだ。寛文11年（1671年）5月10日、近江国水口城の守備を務めた。
延宝8年（1680年）6月19日、死去。享年41。男子は全て早世していたため、婿養子の基綱が跡を継いだ。